# Charef
Charef est une commune de la wilaya de Djelfa en Algérie.

## Géographie
géographiques de Charef	Latitude: 34.618, Longitude: 2.80104
34° 37′ 5″ Nord, 2° 48′ 4″ Est
Superficie de Charef	59 055 hectares
590,55 km²
Altitude de Charef	1 173 m
Climat de Charef	Climat semi-aride sec et froid (Classification de Köppen: BSk)